# Lyncestis albisigna
Lyncestis albisigna là một loài bướm đêm trong họ Erebidae.